# 新界區專線小巴803K線
新界區專線小巴803K線是香港一條由國松營辦的綠色專線小巴路線，由顯徑邨往來大圍站。

## 歷史
- 2004年12月18日：配合馬鞍山鐵路（今港鐵屯馬線）即將通車，本線投入服務。

## 服務時間及班次
- 顯徑開:0600-0030
- 大圍站開：0610-0040
- 每6分鐘一班

## 收費
- 全程收費：$3.9

## 行車路線
- 顯徑開：顯田街、顯徑街、富建街、田心街、車公廟路
- 大圍站開：車公廟路、顯徑街、顯田街

## 小資料及使用狀況
- 本路線提供顯徑邨、隆亨邨、田心村往來港鐵大圍站的專線小巴服務。
- 本線投入服務後，由於收費比九巴88K及88S便宜，原有乘搭該線接駁九廣東鐵（現稱港鐵東鐵綫）的乘客便流失至本線，最終令九巴88S於2005年8月27日起停止服務。[3]
- 2020年2月14日，屯馬綫一期通車，顯徑邨的居民可直接利用顯徑站搭乘港鐵而毋須搭乘此線接駁，此線客量大幅流失[4]，從而經常出現吉車遊車的情況。繁忙時間需等候多班才能上車的情況已不復再，因此上述的短途班次被全數取消。

## 用車
此路線用車為共3輛豐田Coaster及 三菱Rosa。

## 涉及意外
- 2011年8月20日於沙田車公廟路往大圍方向撞斃一名電單車司機，肇事車輛的車牌為 PD8042。[5][6][7][8]